# 国立海事博物館

国立海事博物館（National Maritime Museum; NMM) は、イギリスのロンドン・グリニッジにある海事博物館である。ユネスコ世界遺産登録の「マリタイム・グリニッジ」（海事都市グリニッジ、河港都市グリニッジ）の一部を構成している。英国内の他の国立博物館と同様、特別展を除き入場料は徴収していない。

## 創設・開館
大蔵省によって任命された委員会の下、1934年国立海事博物館法（National Maritime Museum Act 1934）によって創設が決定された。1937年4月27日、国王ジョージ6世により開館。開館には、国王の娘である王女エリザベス（のちの女王エリザベス2世）も同席した。 初代館長はGeoffrey Callenderであった。

## 所蔵品

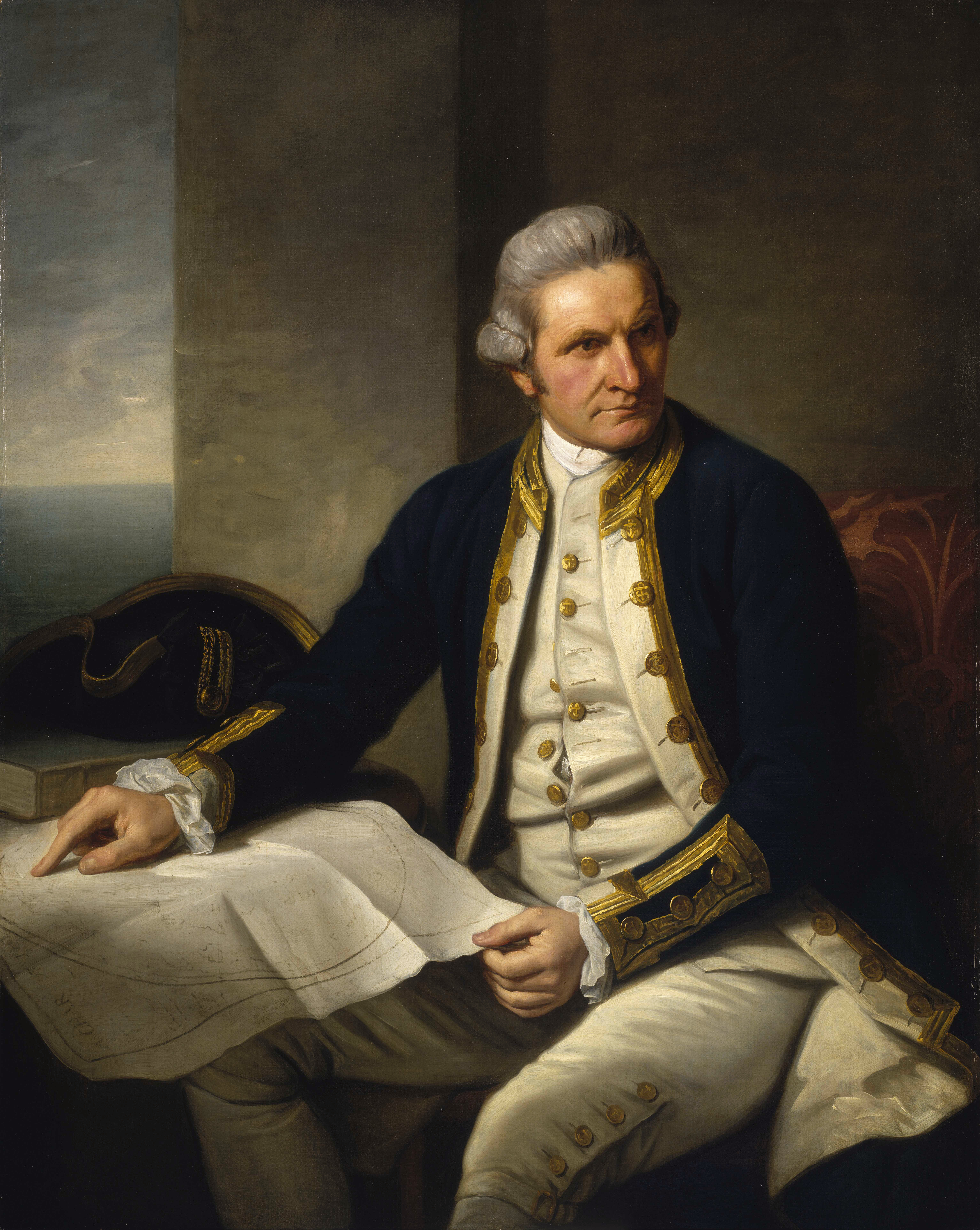
ジェームズ・クック肖像画（ナサニエル・ダンス＝ホランド作）

グリニッジは海事に係る長い歴史を持つ。かつてはローマ帝国軍が上陸し、国王ヘンリー8世も居住したことがある。 イングランド海軍はこの地をルーツとし、1675年に国王チャールズ2世はグリニッジ天文台を創設した。 
1884年にグリニッジ標準時とグリニッジ子午線の拠点となって以来、この地は長年にわたって天文学の中心地であり、世界中の航海士がグリニッジ標準時に合わせて時計をセットしてきた。
国立海事博物館は英国海事史に係る世界中の物品を200万点以上所蔵しており、英国および17世紀オランダの海事美術品、海図作成、公文書、船の模型・計画文書、科学・航海・天文学に係る物品などがある。
ネルソン提督やジェームズ・クックの肖像も所蔵している。

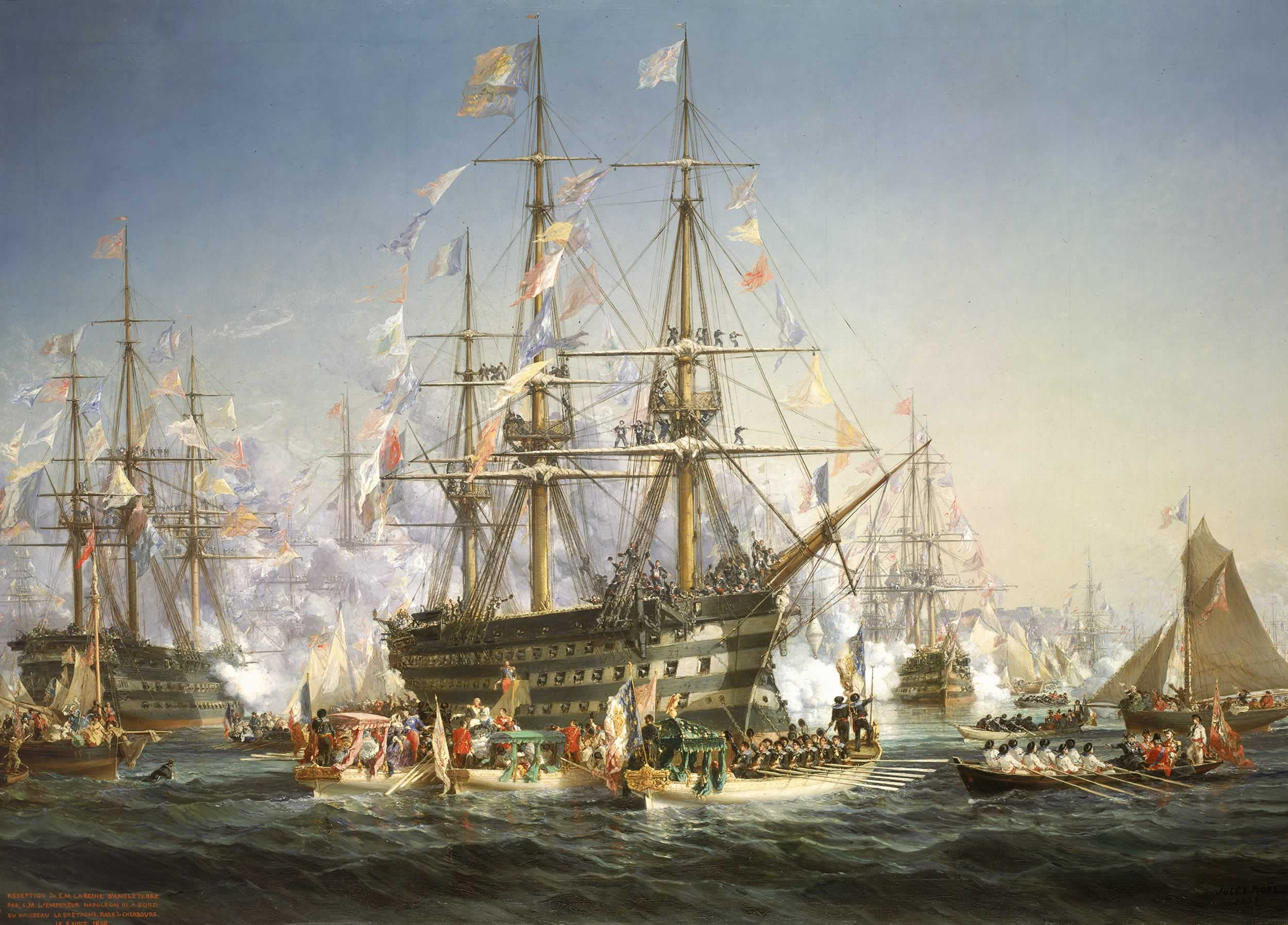
"Bretagne" Jules Achille Noël作(1859年)

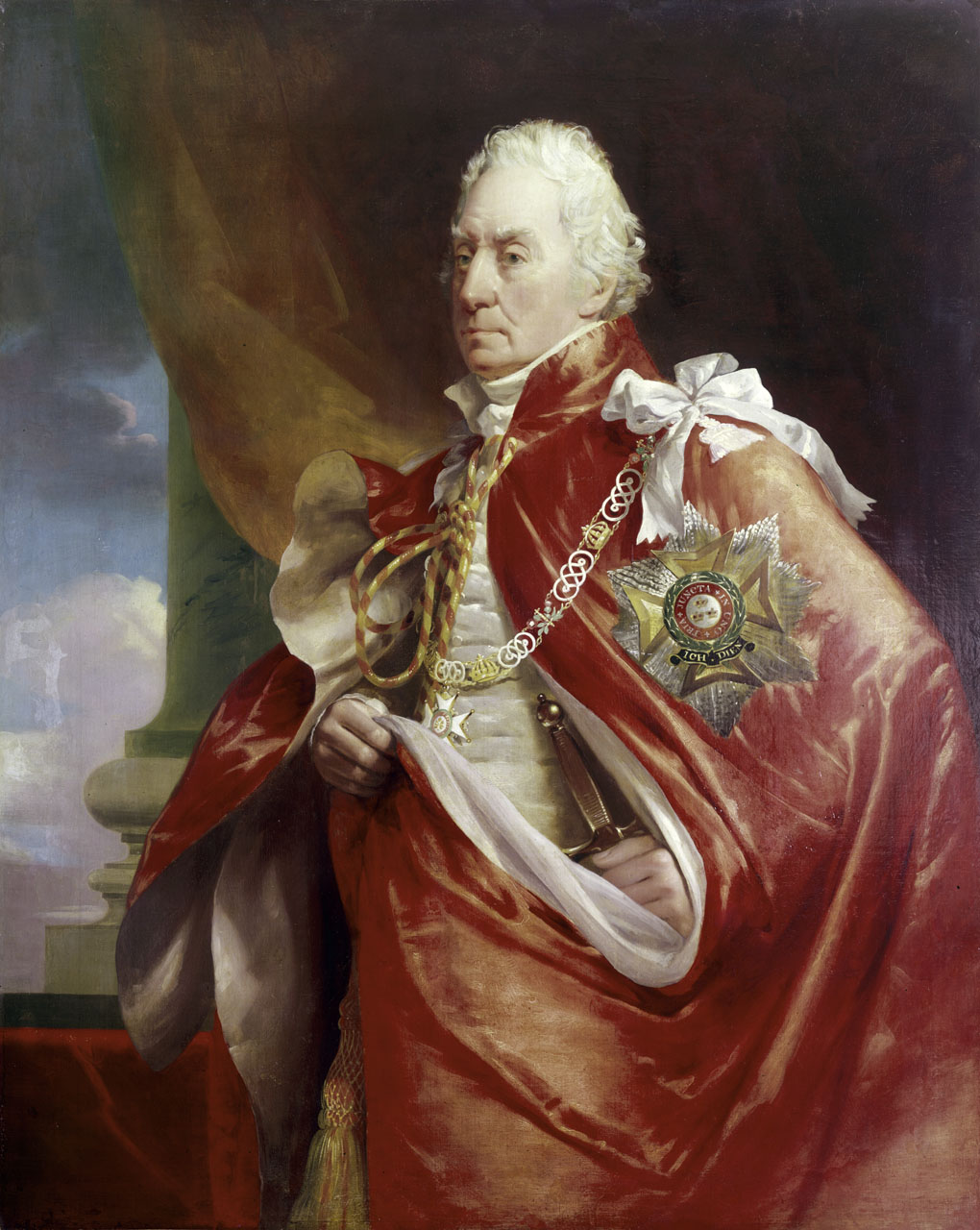
初代キース子爵ジョージ・エルフィンストーン肖像画（George Sanders作）

積極的な所蔵品の貸し出しにより、英国内外でその所蔵品を観賞することが可能になっている。
博物館は、イギリスの経済・文化・社会・政治および海事の歴史と、現在の世界におけるその影響についてより深い理解を得ることを目的としており、様々な展示会を主催している。
博物館の所蔵品には、ドイツのミュルヴィク海軍兵学校が所有していた船の模型・絵画・旗などを第二次世界大戦後に移転したものもあり、略奪美術品（looted art）として批判する意見もある。 博物館側は、これら所蔵品について、ポツダム会議の規定に基づき収去された「戦利品」であると主張している。
毎年、主要な寄贈者であったジェームズ・ケアード（James Caird）にちなんでケアード・メダル（Caird Medal）を授与している。
2018年8月、2016年に破産したプレミア・エクジビジョンズ（Premier Exhibitions）が所有していた、タイタニック号に係る5500にもわたる遺物の購入権利について複数の団体が争った。最終的には、国立海事博物館、タイタニック・ベルファスト（Titanic Belfast）、タイタニック財団（Titanic Foundation）、北アイルランド国立博物館（National Museums Northern Ireland）がコンソーシアムとして参加を試みた。コンソーシアムは、全ての遺品をまとめて単一の展示とする意図があった。海洋学者のロバート・バラードは、コンソーシアムが落札すればタイタニック号の遺物が、その建造された地であるベルファストとグリニッジに恒久的に展示されることになることからこの入札に賛成と言及している。最終的には、2018年10月11日に開催されたオークションの最低落札価格は215億米ドル（165億ポンド）であり、コンソーシアムは資金不足から落札は叶わなかった。

## 所在地
国立海事博物館はグリニッジ・パーク内に創設された。元々王立病院学校（Royal Hospital School）がサフォーク州ホルブルック（Holbrook）に移転した際、王立病院学校が使用していた建物を利用したものである。

## フィリップ王配海事コレクションセンター
別館として、2018年に東ロンドンKidbrookにフィリップ王配海事コレクションセンター（Prince Philip Maritime Collection Centre）を開館している。およそ7万点を所蔵しており、ガイドツアーも実施している。

## 歴代館長

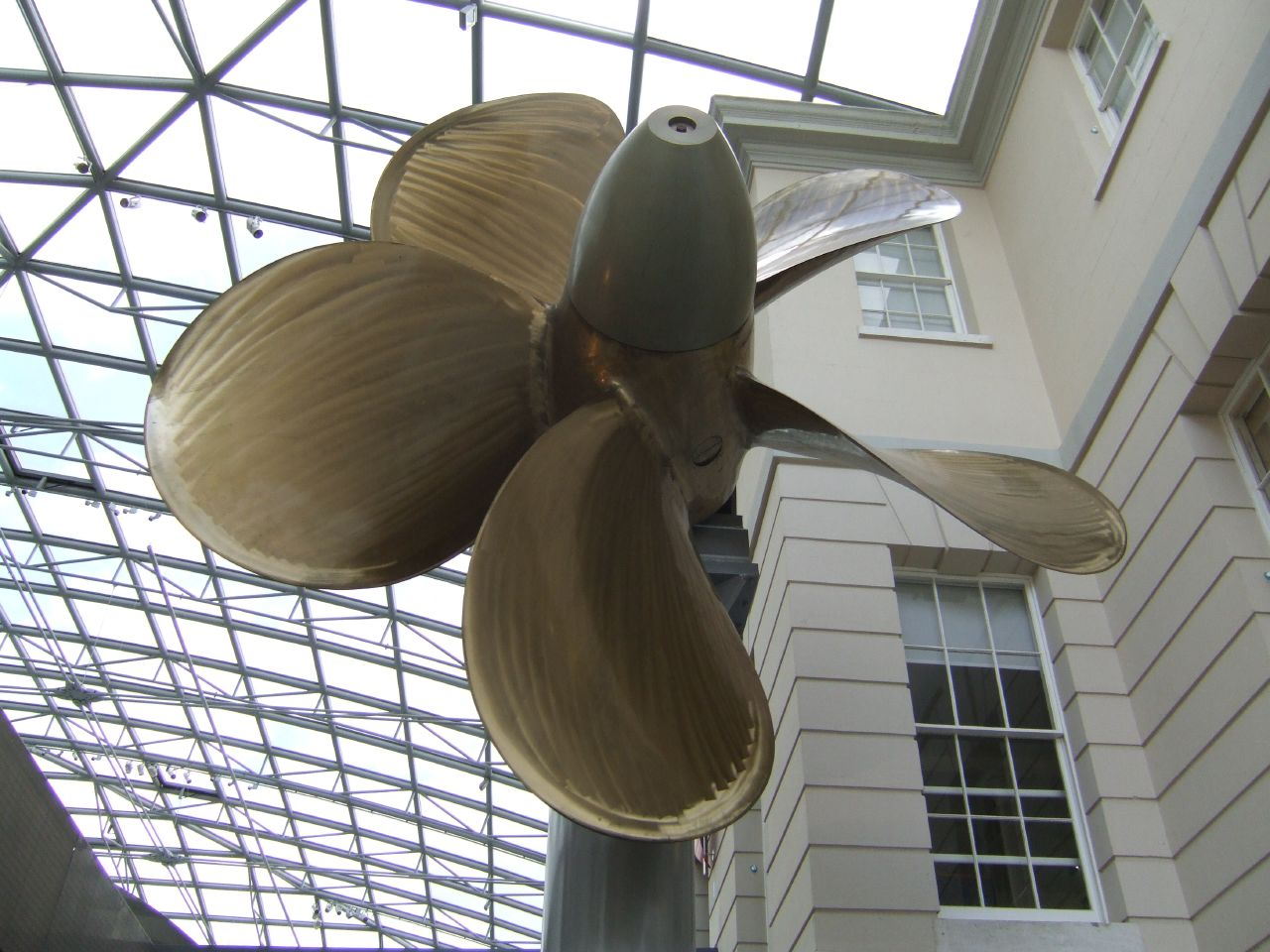
23型フリゲートのプロペラ

- 1937年–1946年: Geoffrey Callender
- 1947年–1966年: Frank George Griffith Carr[19]
- 1967年–1983年: Basil Jack Greenhill
- 1983年–1986年: Neil Cossons
- 1986年–2000年: Richard Louis Ormond　(1939年生、大英帝国勲章CBE叙勲)
- 2000年–2007年: Roy Clare (1950年生)
- 2007年–2019年: Kevin Fewster[20]
- 2019年–: Paddy Rogers[21]

## ケアード・メダル

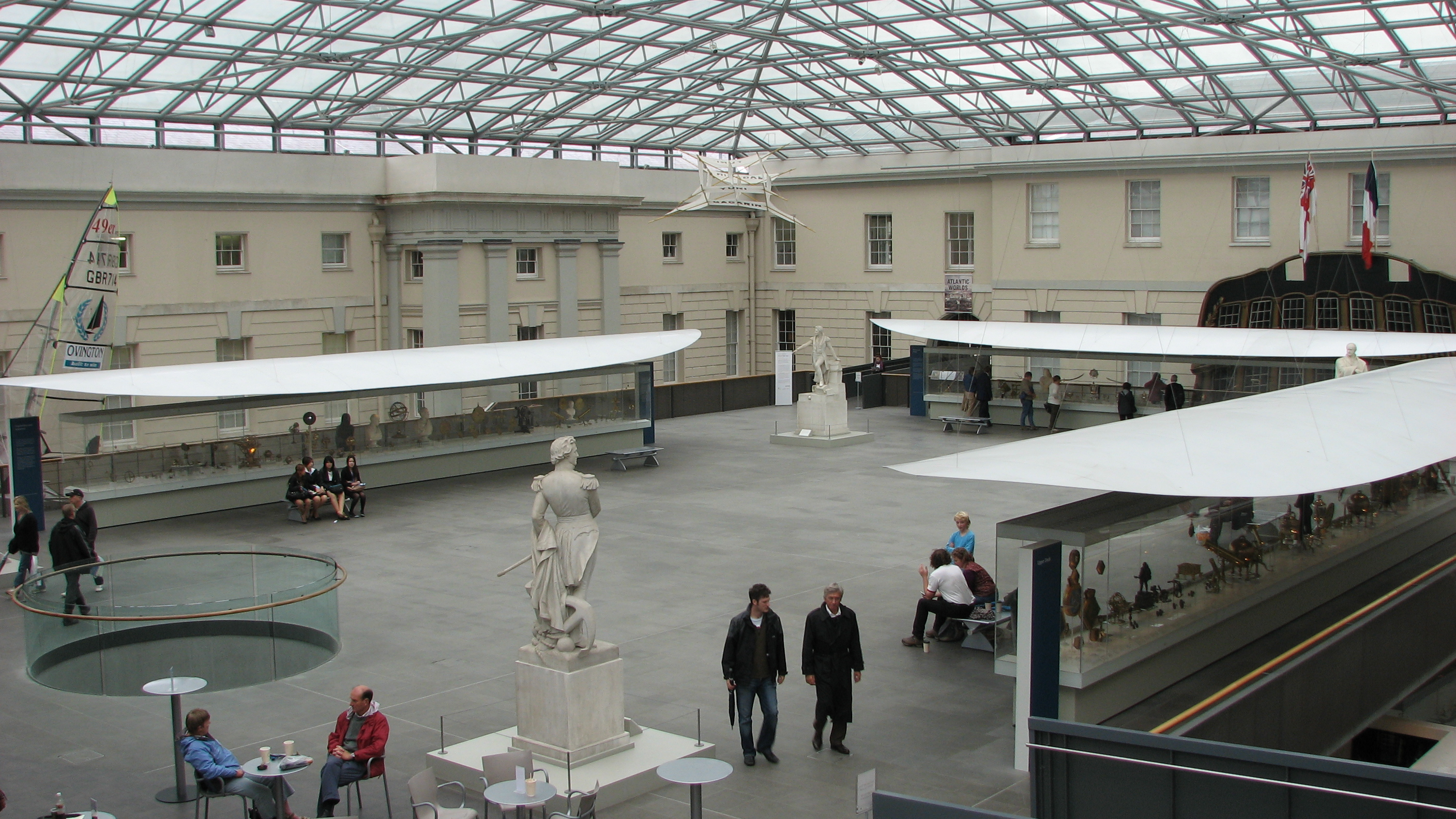
博物館内部

1984年、1934年国立海事博物館法の施行50年を記念し、ケアード・メダルが創設された。この賞は、毎年、海事分野において公衆とのコミュニケーションを含め重要な役割を果たしたとされる個人に授与される。同賞は、博物館の設立の際の主要寄贈者であったJames Caird（1864年 - 1954年）に由来する。
 

## 国立海事博物館コーンウォール

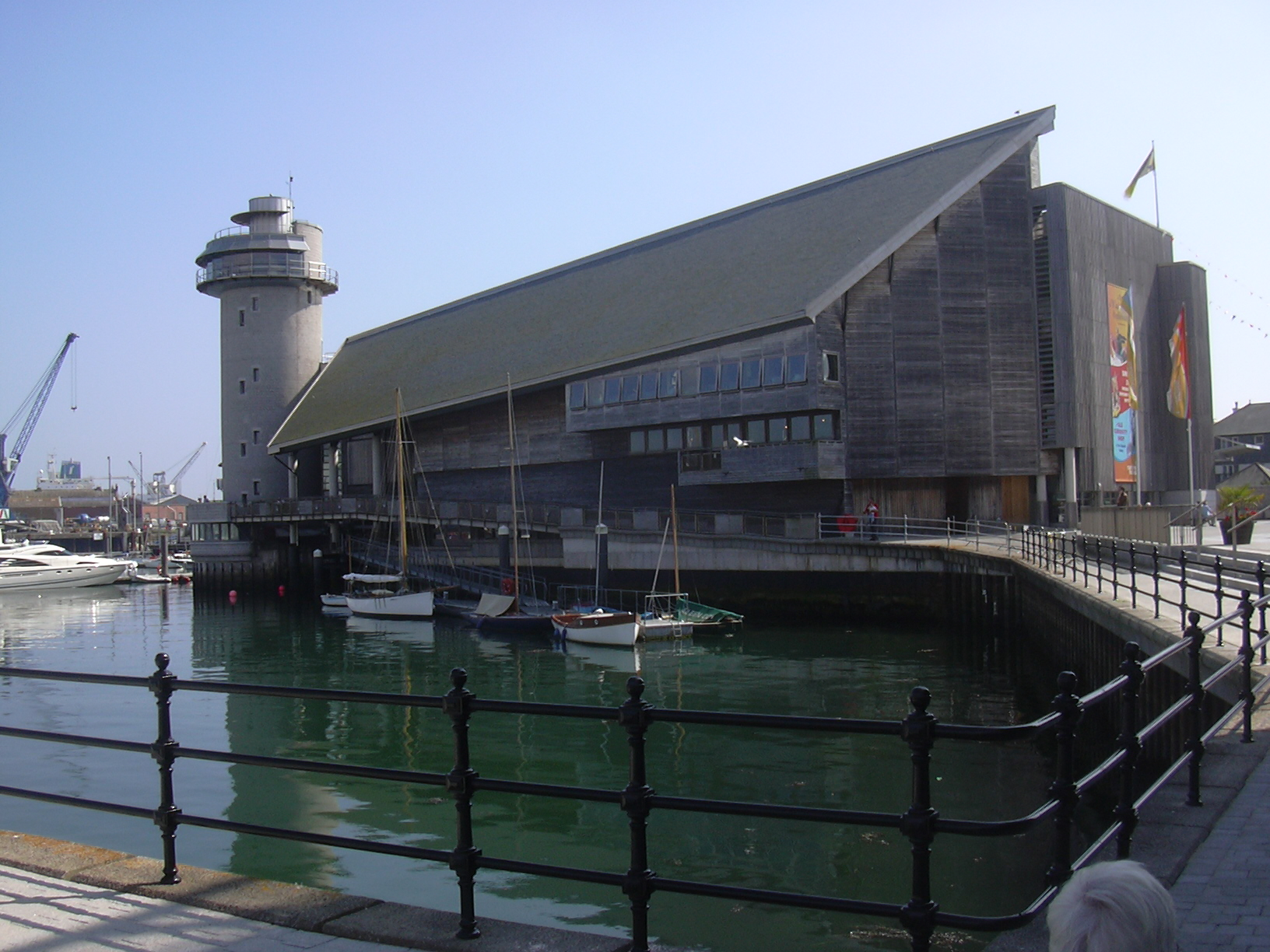
国立海事博物館コーンウォール

国立海事博物館と、コーンウォールのファルマスに所在した旧コーンウォール海事博物館（Cornwall Maritime Museum）は1992年パートナーシップを締結し、国立海事博物館コーンウォール（National Maritime Museum Cornwall）を設立している。